# Ханс фон Шпонек
Ханс фон Шпонек (на немски: Hans von Sponeck) е германски генерал-лейтенант от Вермахта, участвал в опита за убийство на фюрера Адолф Хитлер от 20 юли 1944 г.

## Биография
Шпонек е роден през 1888 г. в Дюселдорф. Той получава военно образование и е назначен за офицер през 1908 г. Той се жени през 1910 г. и има двама сина от този брак. Служи в Първата световна война като адютант на батальон.
Между 1924 и 1934 г. служи на Генералния щаб, а по-късно, като полковник, командва пехотен полк в Нойщрелиц.
Шпонек командва пехотен полк 48 в Доберцит до края на 1937 г., когато се премества в Луфтвафе, за да учи парашутисти.

### Втората световна война
На 1 февруари 1940 г. Шпонек е повишен в генерал-лейтенант. Германската въздушна атака срещу Нидерландия започва на 10 май 1940 г., водена от Шпонек и генерал Курт Щудент. Шпонек повежда немските войски в загубената битка за Хага и едва не е заловен, когато е бомбардировката на Ротердам на 14 май 1940 г., което бързо води до капитулацията на Нидерландия. Той е ранен и при завръщането си в Германия е награден с Железен кръст от Адолф Хитлер.

### Нашествие на Съветския съюз
Преди изгрев на 22 юни 1941 г., операция Барбароса започва в Съветския съюз. Шпонек командва 22-ра пехотна дивизия като част от 11-а армия в района на Група армии „Юг“, нападащи в посока Кримския полуостров. Два дни преди нахлуването на 20 юни 1941 г., генералният щаб на Шпонек нарежда на дивизията, че еврейските военнопленници на Червената армия трябва да бъдат идентифицирани и отделени от останалите съветски затворници. В подготовката за нахлуването в Крим, подразделението на Шпонек трябва през септември и началото на октомври 1941 г. да нападнат на изток и север, покрай Азовско море до градовете Хеническ, Мелитопол и Бердянск.
На 7 октомври 1941 г. Шпонек заповядва на неговата дивизия да работи в тясно сътрудничество с полицията за сигурност на СС чрез които, да идентифицира и предаде еврейски цивилни. Масови разстрели на евреи от звената на Einsatzgruppe D на полицията за сигурност и СД са документирани както в Хеническ, така и в Мелитопол малко след като тези градове са окупирани от 22-ра пехотна дивизия през октомври 1941 г. Само в Мелитопол са избити 2000 евреи, жени и деца.
На 10 декември 1941 г. генерал Шпонек разпорежда всички евреи, намиращи се в неговата командваща област, да бъдат третирани по принцип като „партизани“, отбелязани с Давидова звезда.

### Процес и екзекуция
На 23 януари 1942 г. Шпонек е съден пред Херман Гьоринг, където твърди, че по собствена инициатива е действал срещу заповеди, за да избегне унищожаването на армията му. Той е признат за виновен за неподчинение на висш офицер и на смъртна присъда. Адолф Хитлер (по предложение на Манщайн) намалява присъдата до седем години затвор. Шпонек трябва да служи като пример за тези, които не се подчиняват на новия ред на Хитлер да не се отстъпва. Шпонек е затворен в крепостта Гермерсхайм.
След неуспешния опит за убийство на Хитлер от 20 юли, Йозеф Бюркел, гаулайтер от Гау Уестмарк, където се намира Гермерсхайм, притиска Хайнрих Химлер, който е офицер по сигурността на Райха, да бъде екзекутиран Шпонек, въпреки че последният няма контакт с германската военна съпротива. Шпонек е екзекутиран на 23 юли 1944 г. Погребан е в Гермерсхайм и не са допуснати цитати или речи на гроба му. След края на войната, останките на Шпонек са прехвърлени във военното гробище в Дан в Пфалцовата гора.